# Henrike Brandstötter
Henrike Brandstötter (* 13. Oktober 1975 in Salzburg) ist eine österreichische Politikerin (NEOS) und Autorin. Seit 23. Oktober 2019 ist sie Abgeordnete zum österreichischen Nationalrat.

## Politische Karriere
Henrike Brandstötter engagierte sich von Anfang 2014 bis August 2019 ehrenamtlich als Bezirkskoordinatorin von NEOS im 4. Wiener Gemeindebezirk. Sie kandidierte bei der Bezirksvertretungswahl 2015 als Spitzenkandidatin für NEOS auf der Wieden und errang 8,58 Prozent bzw. drei Mandate in Bezirksvertretung. Bis 2019 führt sie das Team auf der Wieden als Klubobfrau. Im Juni 2018 wurde Brandstötter in den Erweiterten Bundesvorstand von NEOS gewählt, welcher das höchste strategischen Gremium der Partei darstellt und dem sie zwei Perioden lang angehörte.
Im Juni 2019 stellte sie sich den internen NEOS-Vorwahlen und wurde auf der Wiener Landesliste für die Nationalratswahl 2019 auf Platz 4 und auf der Bundesliste auf Platz 7 gewählt. Über diese Liste gelang ihr der Einzug in den Nationalrat und sie wurde am 23. Oktober 2019 als Abgeordnete der XXVII. Gesetzgebungsperiode angelobt.
Im April 2024 wurden sie bei den internen Vorwahlen von NEOS ebenfalls auf Platz 7 der Bundesliste für die Nationalratswahl 2024 gewählt und am 24. Oktober 2024 als Abgeordnete der XXVIII. Gesetzgebungsperiode angelobt. Aktuell ist sie Fraktionssprecherin für Frauen & Gleichbehandlung sowie Medien & Netzpolitik. Überdies verantwortet Brandstötter die Themen Entwicklungszusammenarbeit und LGBTIQ.
Bei den Regierungsverhandlungen zwischen ÖVP, SPÖ und NEOS zeichnete sie sich für die Verhandlungsgruppen Medien Frauen sowie Gewalt gegen Frauen verantwortlich. Die Medienexpertin kritisierte die Teilnahme von ORF-Stiftungsräten an den Verhandlungen zum Medienkapitel scharf und ortete einen "lupenreinen Interessenkonflikt".
Sie ist Vorstandsmitglied des European Parliamentary Forums for Sexual and Reproductive Rights. Das Netzwerk europäischer Abgeordneter engagiert sich für reproduktive Rechte und reproduktive Gesundheit (SRHR).

## Beruf
Henrike Brandstötter begann ihr Berufsleben als Redakteurin und Gestalterin bei FM4, wo sie auch das Gesicht der ersten Kampagne des Senders war. Sie schrieb für Magazine wie den Wiener und Woman, moderierte das politische Wochenmagazin bei TIV, „Volume - Das Musikmagazin“ auf TW1 sowie eine Börsesendung auf webfreetv.com. Ende der neunziger Jahre wechselte Brandstötter auf die Unternehmensseite als Pressesprecherin für Start-Ups und Medien, unter anderem für Puls 4. Von 2008 bis 2011 war sie Pressesprecherin der Wiener ÖVP. 2012 organisierte Brandstötter für die Caritas den ersten internationalen Kongress zum Thema „Zukunft ohne Hunger“.
Anschließend wurde sie von Wolfgang M. Rosam als Senior Consultant engagiert, ehe sie im Juni 2014 vom damaligen NEOS-Bundesgeschäftsführer Feri Thierry auch beruflich als Pressesprecherin und Kampagnenleiterin in die Partei geholt wurde. Nach dem Einzug von NEOS in den Wiener Landtag und Gemeinderat übernahm sie im April 2016 die Leitung der Inhouse-Agentur von NEOS Wien. Diese Agenden legte sie aufgrund ihrer Kandidatur für den Nationalrat im September 2019 zurück.

## Autorin
Parallel zu ihren beruflichen und politischen Tätigkeiten bereist Henrike Brandstötter intensiv Subsahara-Afrika, vorrangig als Autostopperin und Backpackerin. 2018 veröffentlichte Brandstötter ihre ersten beiden Bücher, die sich mit Afrika beschäftigen. Zuerst „The Big Boda Boda Book“ (gemeinsam mit Michael Hafner), ein Bild- und Reportageband über die Szene der ugandischen Motorradtaxifahrer, anhand derer sie das Leben und den Alltag von Kleinunternehmern in afrikanischen Großstädten beschreibt. Das Travel Africa Magazin urteilte über das Buch: „Seldom has a book told Africa’s story so delightfully.“
Kurz darauf folgte „Backpacking in Afrika“, eine Anleitung für Individualreisende auf dem afrikanischen Kontinent. Rainer Nowak von der Presse schrieb darüber: „Henrike Brandstötter kennt Afrika wirklich und hat Geschmack. Und vor allem Humor, was bei der Lektüre ihres bunten Buches klar wird. Ihr gelang ein besonderes Kunststück, das des eleganten Backpackings.“
2019 erschien „Be/nehmt euch! Anstand und Widerstand“. Brandstötter setzt sich darin mit dem Begriff des Anstandes als Projektionsfläche und vielstrapaziertem Begriff auseinander.
Sie publiziert regelmäßig in nationalen und internationalen Medien.

## Publikationen
- (gemeinsam mit Michael Hafner): The Big Boda Boda Book. Indiekator Verlag, Wien 2018, ISBN 978-3950459340.
- Backpacking in Afrika. Indiekator Verlag, Wien 2018, ISBN 978-3950459371.
- Be/nehmt euch!: Anstand und Widerstand. Indiekator Verlag, Wien 2019, ISBN 978-3903293069.
- Entwickelt euch! Weshalb Europa mit seinen Planspielen in Afrika fulminant scheitert. in No Plan: Die Zukunft plant nicht! Verlag Inselgespräche, ISBN 978-3950484106.
- Der Blätterwald rauscht, die Scheine knistern & Regierungsübereinkommen sind geduldig, Horizont, Österreich, 2021
- Gefangen im Möbiusband, Profil, Österreich, 2022
- Retten wir die Medienvielfalt. Drehen wir orf.at ab!, Profil, Österreich, 2022
- Mach kaputt, was dich kaputtmacht?, Der Standard, Österreich, 2023
- Schwangerschaftsabbruch: Mit Daten in den Kreuzzug gegen Frauen, Der Standard, Österreich, 2023